# Maestría universitaria en letras

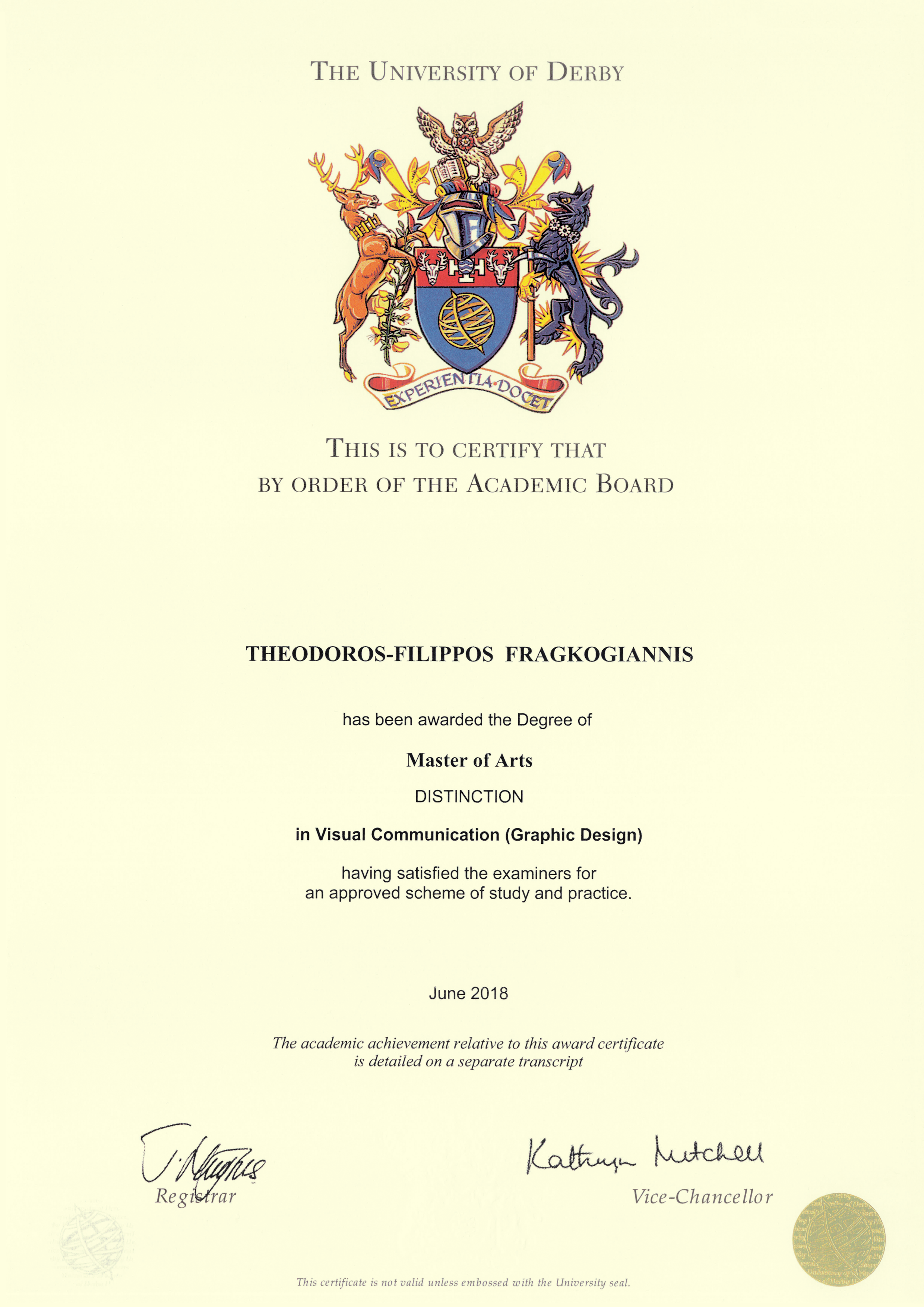
Maestría en Letras en Comunicación Visual (Diseño Gráfico) conferida por la Universidad de Derby en 2018

Una Maestría universitaria en letras (en inglés: Master of Arts, en latín: Magister Artium o Artium Magister; abreviado MA o AM) es un título de maestría en el campo de las letras o humanidades ("arts") otorgada por universidades en muchos países. El grado generalmente se contrasta con el de Maestría universitaria en ciencias. Los admitidos en el grado han estudiado típicamente materias dentro del ámbito de las humanidades y las ciencias sociales, como historia, literatura, idiomas, lingüística, administración pública, ciencias políticas, estudios de comunicación o diplomacia; sin embargo, diferentes universidades tienen diferentes convenciones y también pueden ofrecer el título para campos que normalmente se consideran dentro de las ciencias naturales y las matemáticas. El título se puede conferir con respecto a completar cursos y aprobar exámenes, investigación o una combinación de los dos.
El título de Master of Arts tiene sus orígenes en la licencia de enseñanza o Licentia docendi de la Universidad de París, diseñada para producir "maestros" que eran profesores graduados de sus materias.

## Europa

### Alemania
En Alemania, el título de Master of Arts se llamó en latín Magister Artium. Este título, que generalmente requería cinco años de estudios, existía en el Sacro Imperio Romano Germánico y sus sucesores, incluido el Imperio Alemán y la República Federal de Alemania, pero no en la antigua Alemania Oriental, donde todos los cursos de grado conducían a un Diplomado. Los títulos tradicionales de Magister se otorgan en ciencias sociales y la mayoría de las humanidades (Negocios Internacionales, Asuntos, Estudios Europeos y Economía incluido), a excepción de las artes visuales y escénicas como la música y el teatro.
El Magister Artium tenía una doble titulación o una combinación de una especialización y dos menores. Las maestrías alemanas de posgrado en Artes y las maestrías en Ciencias se introdujeron en 2001. Por lo tanto, la nueva Maestría en Artes y los antiguos títulos de Magister Artium han coexistido desde 2010. Los títulos de Magister Artium siguen siendo otorgados por algunas universidades, a partir de 2020. Los nuevos grados de Licenciatura y Maestría en Artes requieren también cinco años de estudios, por lo que los nuevos grados de Master of Arts y los antiguos Magister Artium se consideran equivalentes.

### Francia
En Francia, la Maestría en Artes fue el último grado de estudios en la Facultad de Artes de las universidades. La edad mínima para convertirse en Master of Arts era de 21 años. El maestro de artes se convirtió entonces en miembro de la Facultad de Artes. La Facultad de Letras sirvió como propedéutica, previa al ingreso a las facultades de derecho, teología o medicina.
La organización de la Facultad de Artes de París está documentada desde el siglo XIII. En la Universidad de Douai en 1744, de 1.705 estudiantes, casi tres cuartas partes del personal universitario estaba en la facultad de artes, y una cuarta parte en teología o derecho, el resto en medicina.

### Países Bajos
En los Países Bajos, la Maestría en Artes y la Maestría en Ciencias se introdujeron en 2002. Hasta ese momento, estaba vigente un programa único que conducía al título de doctorandus (o al título de ingenieur en el caso de materias técnicas), que comprendía la misma carga de cursos que los programas de licenciatura y maestría juntos. Quienes ya habían iniciado el programa de doctorandus podían, al finalizarlo, optar por el título de doctorandus , que anteponía a su nombre el título “Doctorandus”, abreviado como 'drs.'; en el caso de ingenieur, esto sería 'ir.'), o bien optar por una maestría como postnominales detrás de su nombre, de acuerdo con la nueva norma ('MA' o 'MSc'). Debido a que estos graduados no tienen una licenciatura por separado (que de hecho, en retrospectiva, está incorporada al programa), la maestría es su primer título académico.

### Polonia
El equivalente polaco de Master of Arts es "magister" (su abreviatura "mgr" se antepone al nombre, como el título de Dr.). En las universidades técnicas, un estudiante recibe el título de inżynier (ingeniero) después de tres años y luego el de "magister" tras completar otros dos años de estudio y graduarse. Estas personas utilizan los títulos de "mgr inż". En la década de 1990, los programas de maestría que solían durar cinco años se sustituyeron por programas separados de tres años de licenciatura y dos de maestría. El título se otorga en las artes (literatura, lenguas extranjeras, cine, teatro, etc.), las ciencias naturales, las matemáticas, los campos de la informática y la economía. Se exige la realización de una tesis de investigación. Todos los títulos de máster en Polonia dan acceso a un programa de doctorado.

### Países nórdicos
En Finlandia, Dinamarca y Noruega, la maestría es un título combinado de enseñanza / investigación, otorgado después de dos años de estudios después de completar la licenciatura. Se requiere que el estudiante escriba una tesis científica.
En Finlandia, este máster se llama filosofian maisteri (en finés) o filosofie magister (en sueco), y se abrevia como FM o "fil.mag.".
En Suecia, todavía existe un título intermedio entre la licenciatura (kandidat) y la maestría llamado magister que solo requiere un año de estudios, incluida una tesis científica después de completar la licenciatura. Este cuarto año generalmente constituye la primera mitad del programa de maestría. En caso contrario, se podrá complementar con un quinto año y una tesis de maestría para obtener el título de maestría en el campo de estudio.

### Reino Unido e Irlanda

#### Mayoría de universidades
Excepto en Oxford, Cambridge y Trinity College Dublin (ver más abajo), la maestría es típicamente un título de posgrado "enseñado", que incluye conferencias, exámenes y una disertación basada en una investigación independiente. Los programas de maestría impartidos implican uno o dos años de estudio a tiempo completo. Muchos también se pueden hacer a tiempo parcial. Hasta hace poco, tanto las maestrías de pregrado como las de posgrado se otorgaban sin calificación ni clase (como la clase de una licenciatura con honores ). Hoy en día, sin embargo, los títulos de maestría se clasifican normalmente en las categorías de reprobar, aprobar, aprobar con mérito o aprobar con distinción. Este patrón educativo en el Reino Unido se sigue en la India y en muchas naciones de la Commonwealth.
El Máster en Derecho (Master of Laws, LLM) es el título estándar que se imparte en derecho, pero ciertos cursos pueden conducir a MA, MLitt, Master of Studies (MSt) y la Bachelor of Civil Law (Licenciatura en Derecho Civil, BCL) en Oxford. Todos estos grados se consideran sustitutos entre sí y, por lo tanto, generalmente son equivalentes.

#### Escocia
En las antiguas universidades de Escocia, el título de Maestría en Artes se otorga en las universidades como una licenciatura de cuatro años..
El grado de Maestría en Artes es el primer título otorgado en artes, humanidades, teología y ciencias sociales. Sin embargo, algunas universidades de Escocia otorgan el título de Maestría en Letras (MLitt) a estudiantes de artes, humanidades, teología y ciencias sociales.

#### Oxford, Cambridge, Dublin (conferido)
En Oxford, Cambridge y la Universidad de Dublín, el título de Master of Arts se confiere después de un cierto número de años, sin más examen, a aquellos que se han graduado como Bachelor of Arts y que tienen los años requeridos como miembros de la Universidad o como egresados. Esto sucede, en Inglaterra, solo en las universidades de Oxford, cuatro años después de completar una licenciatura, y Cambridge, seis años después del primer período de estudios. También es el caso de la Universidad de Dublín. Por lo tanto, el nombre abreviado de la universidad (Oxon, Cantab o Dubl) se agrega casi siempre entre paréntesis a las iniciales "MA" de la misma manera que en los grados superiores, por ejemplo, "John Smith, MA (Cantab), PhD (Lond) ", principalmente para que quede claro (para quienes conocen el sistema) que se trata de grados nominales y no examinados.
El MLitt es un título de investigación en la Universidad de Cambridge, donde la Maestría en Filosofía (MPhil) es el nombre que se le da al título estándar de un año enseñado con un elemento de investigación único, en contraste con el uso de MPhil en otras instituciones para un grado de investigación.

##### Confusión
Una investigación realizada en 2000 por el organismo de control de las universidades, la Quality Assurance Agency for Higher Education, mostró que dos tercios de los empleadores no sabían que las maestrías de Oxford y Cambridge no representaban ningún tipo de logro de posgrado.
En febrero de 2011, el miembro laborista del parlamento Chris Leslie patrocinó un proyecto de ley de un miembro privado en el Parlamento, el proyecto de ley sobre títulos de maestría (normas mínimas), para "prohibir que las universidades otorguen títulos de maestría a menos que se cumplan determinadas normas de estudio y evaluación". Los partidarios del proyecto de ley describieron la práctica como un "anacronismo histórico" y argumentaron que las "calificaciones no ganadas" deberían descontinuarse para preservar la integridad académica de la maestría enseñada. Además, advirtieron que el título les daba a los graduados de Oxbridge una ventaja injusta en el mercado laboral. El 21 de octubre de 2011, el proyecto de ley recibió su segunda lectura, pero no logró completar su aprobación por el Parlamento antes del final de la sesión, lo que significa que cayó.

#### Oxford, Cambridge (ganado)
Se pueden obtener varios títulos de maestría diferentes en Oxford y Cambridge. El más común, el título de Maestría en Filosofía (MPhil), es un título de investigación de dos años. Prepararse para graduarse como una Maestría en Ciencias (MSc) o una Maestría en Estudios (MSt) toma solo un año, ambos cursos a menudo combinan algunos cursos con investigación. Un Master of Letters (MLitt) es el titular de un título de maestría en investigación pura. Más recientemente, Oxford y Cambridge ofrecen el grado de Maestría en Administración de Empresas. Los títulos de maestría generalmente se ofrecen sin clasificación, aunque el cinco por ciento superior puede considerarse digno de Distinción. Ambas universidades también ofrecen una variedad de maestrías integradas de cuatro años como MEng o MMath.

## América del Norte
En Canadá y Estados Unidos, la Maestría en Artes (Magister Artium) y la Maestría en Ciencias (Magister Scientiæ) son los títulos básicos de posgrado en la mayoría de las materias y pueden estar basados en cursos, basados en investigación o, más típicamente, un combinación de los dos.
La admisión a un programa de maestría normalmente depende de la obtención de una licenciatura. Algunos programas proporcionan una licenciatura y una maestría conjuntos después de unos cinco años. Algunas universidades utilizan los nombres de grado en latín, como Artium Magister (AM) o Scientiæ Magister (SM). Por ejemplo, Harvard, Dartmouth College, la Universidad de Chicago, el MIT, la Universidad de Pensilvania y la Universidad Brown usan las abreviaturas AM y SM para algunas de sus maestrías. Se puede otorgar una Maestría en Artes en una disciplina científica, común en las universidades de la Ivy League.